# 매디슨가

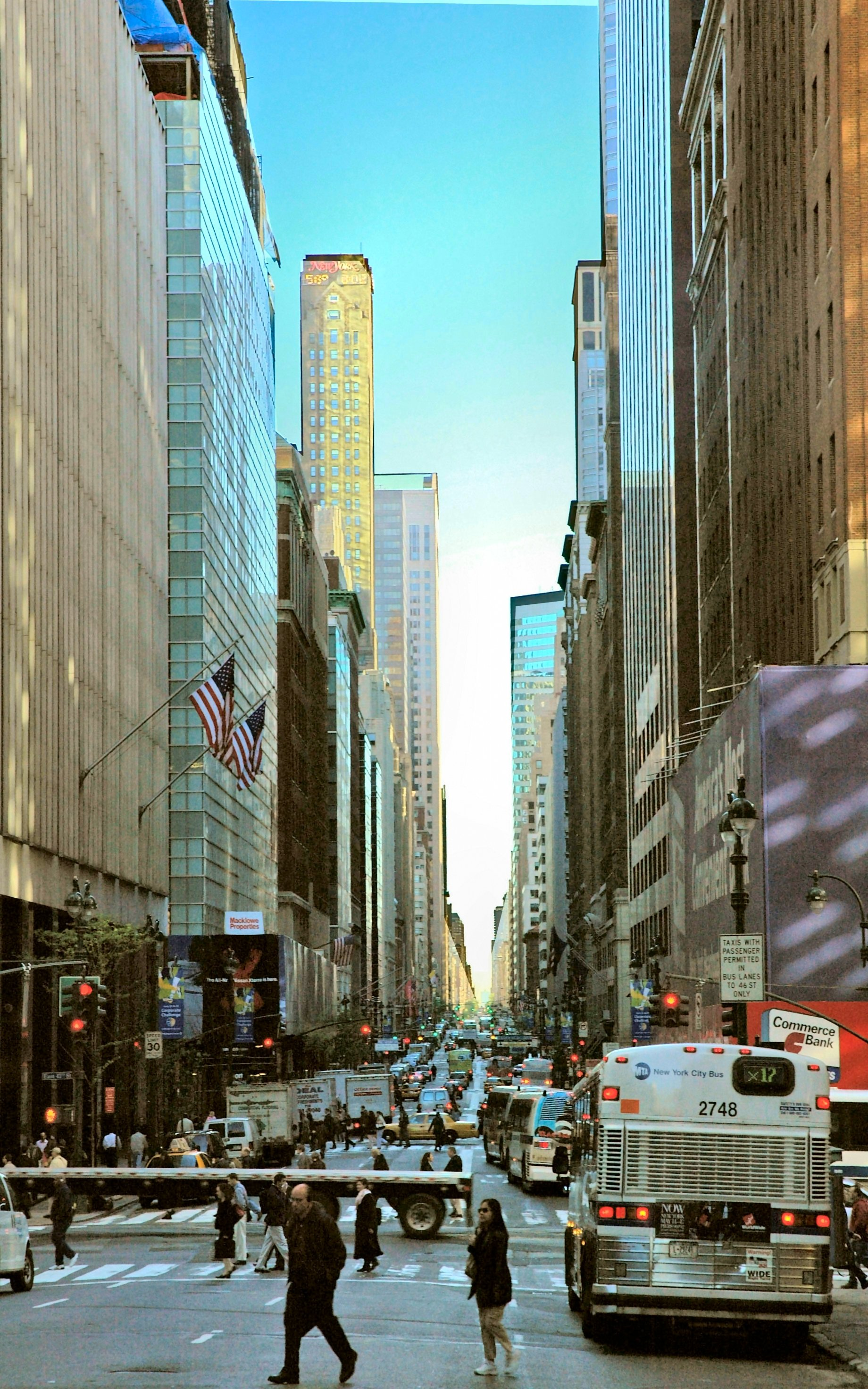
매디슨 가

매디슨가(Madison Avenue)는 뉴욕의 거리로, 맨해튼 지역을 10km에 걸쳐 남북으로 종단하는 길이다. 도로는 북쪽으로 일방 통행이다. 서쪽에는 5번가, 동쪽에는 파크 가가 같이 지나고 있다. 이 거리의 기점은 23번가, 매디슨 스퀘어의 남동쪽 코너이며, 그곳에서 미드타운, 어퍼 이스트 사이드, 스패니쉬 할렘, 할렘을 지나서 매디슨 애비뉴 다리의 서쪽에서 138번가로 합류하면서 끝난다.(142번가에서 135번가의 시내 방면의 할렘 리버 드라이버(The Harlem River Drive) 옆길도 매디슨 가의 이름이 붙어 있다.)
이 거리는 1811년 위원회 계획을 통해 몇 번가라는 이름으로 불리는 거리가 아니라, 1836년 변호사이자, 부동산업자인 새뮤얼 러글스(Samuel Ruggles)의 노력에 의해 5번가와 파크 타운(구 4번가) 사이에 만들어진 것이다.
이 거리의 이름은 매디슨 스퀘어 옆을 통과하기 때문에 붙인 것이며, 매디슨 스퀘어의 이름은 제4대 미국 대통령 제임스 매디슨과 관련된 것이다.
이 거리에는 광고회사가 많기 때문에, 월가가 경제 거리의 대명사인 것처럼 광고 거리의 대명사이다.